# Ozero Nevezja
Ozero Nevezja (ryska: Озеро Невежа) är en sjö i Belarus.   Den ligger i voblasten Vitsebsks voblast, i den norra delen av landet, 220 km nordost om huvudstaden Minsk. Ozero Nevezja ligger 134 meter över havet. Arean är 0,84 kvadratkilometer. Den sträcker sig 1,3 kilometer i nord-sydlig riktning, och 1,3 kilometer i öst-västlig riktning.
I omgivningarna runt Ozero Nevezja växer i huvudsak blandskog. Runt Ozero Nevezja är det ganska tätbefolkat, med 72 invånare per kvadratkilometer.